# Gambusen
Die Gambusen (Gambusia) sind eine Gattung der Lebendgebärenden Zahnkarpfen (Poeciliinae). Die Fische kommen vom Süden der USA über die dem Atlantik zuströmenden Gewässersysteme Mittelamerikas bis nach Nordkolumbien vor. Außerdem leben sie auf den Großen Antillen und einigen anderen Karibikinseln. Durch den Menschen wurden sie, Ende des 19. Jahrhunderts, zur Stechmückenlarven-Bekämpfung in anderen Kontinenten angesiedelt. Vor allem Gambusia affinis und Gambusia holbrooki, welche in diesem Zusammenhang beide als Moskitofisch bezeichnet werden. Gambusen leben in Süß- und Brackwasser.
Mit 44 Arten sind sie vor Poecilia (etwa 39 Arten) die artenreichste Gattung der Lebendgebärenden Zahnkarpfen.

## Merkmale
Gambusen (von kubanisch Gambusino „etwas Unbedeutendes“) sind mehr oder weniger gestreckte, oft auch gedrungene (besonders die Weibchen), kleine, farblich unscheinbare Fische. Die Oberseite ist oft bräunlich bis olivgrün, die Bauchseite ist heller. Rücken- und Schwanzflosse sind oft gepunktet. Seitlich sind sie nicht oder nur wenig abgeflacht. Sie erreichen Längen von 3,5 bis 7 cm. Die Geschlechter sind in ihrer Färbung fast gleich. Die meisten Gambusen verfügen über einen schwarzen Augenstrich, der sich bis zum Kiemendeckel erstreckt, und einen dunklen Streifen entlang der Flankenmitte. Das Maul ist oberständig mit vorstehendem Unterkiefer, die Stirnlinie liegt horizontal. Die Zähne sind konisch, scharf und in einer Reihe angeordnet.

## Arten

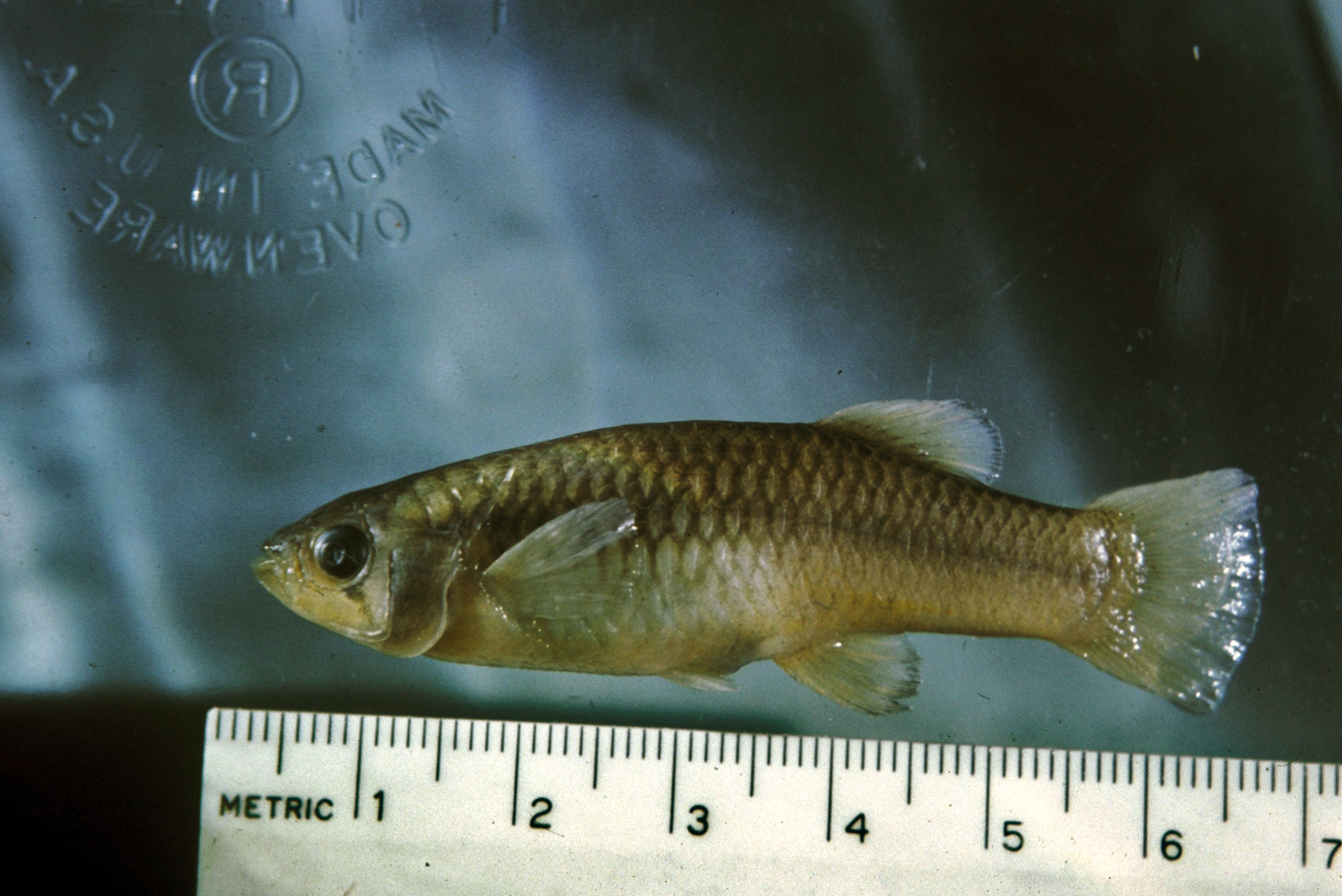
Gambusia gaigei

Die Gattung Gambusia umfasst folgende 44 Arten:
| - Gambusia affinis (Baird & Girard, 1853) - Gambusia alvarezi Hubbs & Springer, 1957 - Gambusia amistadensis Peden, 1973 - Gambusia atrora Rosen & Bailey, 1963 - Gambusia aurata Miller & Minckley, 1970 - Gambusia baracoana Rivas, 1944 - Gambusia beebei Myers, 1935 - Gambusia bucheri Rivas, 1944 - Gambusia clarkhubbsi Garrett & Edwards, 2003 - Gambusia dominicensis Regan, 1913 - Gambusia eurystoma Miller, 1975 - Gambusia gaigei Hubbs, 1929 - Gambusia geiseri Hubbs & Hubbs, 1957 - Gambusia georgei Hubbs & Peden, 1969 - Gambusia heterochir Hubbs, 1957 - Gambusia hispaniolae Fink, 1971 - Gambusia holbrooki Girard, 1859 - Gambusia hurtadoi Hubbs & Springer, 1957 - Gambusia krumholzi Minckley, 1963 - Gambusia lemaitrei Fowler, 1950 - Gambusia longispinis Minckley, 1962 - Gambusia luma Rosen & Bailey, 1963 | - Gambusia manni Hubbs, 1927 - Gambusia marshi Minckley & Craddock, 1962 - Gambusia meadi Dahl, 1964 - Gambusia melapleura (Gosse, 1851) - Gambusia monticola Rivas, 1971 - Gambusia nicaraguensis Günther, 1866 - Gambusia nobilis (Baird & Girard, 1853) - Gambusia panuco Hubbs, 1926 - Gambusia pseudopunctata Rivas, 1969 - Gambusia punctata Poey, 1854 - Gambusia puncticulata Poey, 1854 - Gambusia quadruncus Langerhans, 2012 - Gambusia regani Hubbs, 1926 - Gambusia rhizophorae Rivas, 1969 - Gambusia senilis Girard, 1859 - Gambusia sexradiata Hubbs, 1936 - Gambusia speciosa Girard, 1859 - Gambusia vittata Hubbs, 1926 - Gambusia wrayi Regan, 1913 - Gambusia xanthosoma Greenfield, 1983 - Gambusia yucatana Regan, 1914 - Gambusia zarskei Meyer, Schories & Schartl, 2010 |